# دفترنامه بوربونیکوس

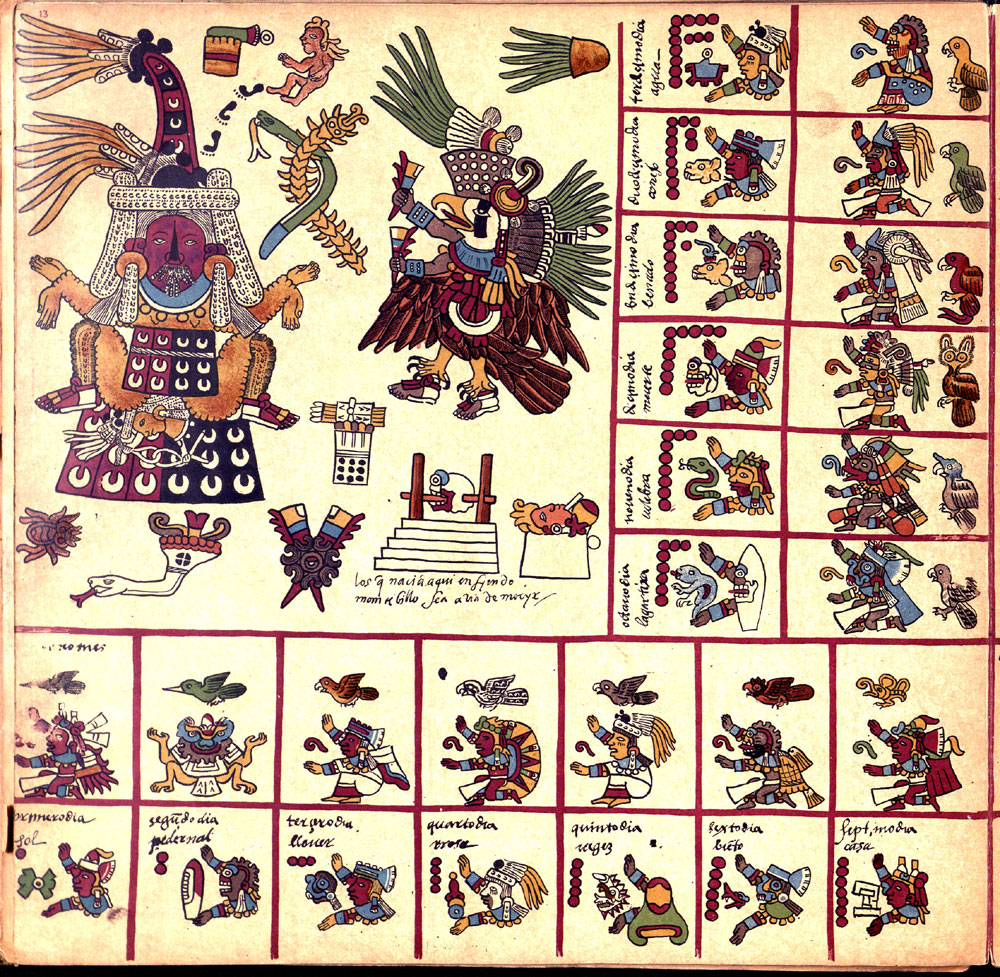
صفحه سیزدهم از دفترنامه بوربونیکوس متعلق به آزتک

دفترنامه بوربونیکوس (انگلیسی: Codex Borbonicus) یکی از دفترنامه‌های آزتک و مجموعه قوانین مشهور و متعلق به آزتک است که اندکی بعد از فتح امپراتوری آزتک توسط اسپانیا توسط کاهنان آزتک به نگارش درآمده است.